# Wilhelm von Bayern-München
Wilhelm von Bayern (* 25. September 1435 in München; † nach dem 28. Oktober 1435 in München) war der zweite Sohn Herzog Wilhelms III. von Bayern-München und seiner jungen Frau Margarete von Kleve. Er wurde erst nach dem Tod seines Vaters geboren und starb noch im Säuglingsalter. Sein älterer Bruder Adolf amtierte von 1435 bis zu seinem Tod 1441 nominell als Herzog neben seinem Onkel Ernst und dessen Sohn Albrecht III. Wilhelm wurde in der Straubinger Karmelitenkirche beigesetzt.